# Gordon Giltrap and friends at The Symphony Hall Birmingham
Gordon Giltrap & friends at The Symphony Hall Birmingham is een livealbum uit 2005 van Gordon Giltrap en een aantal van zijn muzikale vrienden. Waar mogelijk werden zij begeleid door het Sheffield Philharmonic Orchestra. De opnamen vonden plaats in de Symphony Hall te Birmingham op 30 maart 2005. 

## Musici
- Gordon Giltrap – gitaar
- Andrew Bernardi – viool
- Raymand Burley – gitaar
- Gilly Darbey – zang
- Andy Riess- zang
- Rick Wakeman, Rod Edwards – toetsinstrumenten
- Sheffield Philharmonic  o.l.v. John Pearson

## Muziek
Het is verpakt als dual disc waarbij zowel een dvd- als compact disckant is. De muziek wordt af en toe onderbroken door vraaggesprekjes

| Nr. | Titel                            | Duur |
| --- | -------------------------------- | ---- |
| 1.  | Appalachian dreaming             |      |
| 2.  | A Dublin day                     |      |
| 3.  | Work (uit The Brotherhood Suite) |      |
| 4.  | Andante cantabile                |      |
| 5.  | Here Comes the Sun               |      |
| 6.  | God Save the Queen               |      |
| 7.  | Mrs Singer’s waltz               |      |
| 8.  | Maddie goes west                 |      |
| 9.  | A Christmas carol                |      |
| 10. | Drifter                          |      |
| 11. | Someday                          |      |
| 12. | On Camber Sands                  |      |
| 13. | Fast approaching                 |      |
| 14. | Heartsong                        |      |
| 15. | Lucifer’s cage                   |      |

| Nr. | Titel                                           | Duur |
| --- | ----------------------------------------------- | ---- |
| 1.  | Brotherhood Suite/ The eye of the wind rhapsody |      |